# Scheggino
Scheggino là một đô thị ở Tỉnh Perugia trong vùng Umbria, có khoảng cách khoảng 60 km về phía đông nam của Perugia. Tại thời điểm ngày 31 tháng 12 năm 2004, đô thị này có dân số 460 người và diện tích là 35,2 km².
Scheggino giáp các đô thị: Ferentillo, Monteleone di Spoleto, Sant'Anatolia di Narco, Spoleto.